# جوزيف ماديسون
جوزيف ماديسون (بالإنجليزية: Joseph Clarkson Maddison)‏ هو مهندس معماري نيوزيلندي، ولد في 26 فبراير 1850 في غرينتش في المملكة المتحدة، وتوفي في 11 ديسمبر 1923 في نيبيار في نيوزيلندا.